# 癸酸甲酯
癸酸甲酯（英語：methyl caprate），别名羊脂酸甲酯，是一种脂肪酸甲酯，化学式C11H22O2，可见于伊予柑、梨果仙人掌、歐蓍草等物种，为一种植物生长调节剂，同时也是生物柴油的主要成分之一。

## 合成
癸酸甲酯可由癸酸和甲醇在四溴化碳催化下反应制得。